# Hrabstwo Letcher

Piramida wieku hrabstwa

Hrabstwo Letcher – hrabstwo w USA, w stanie Kentucky. Według danych z 2010 roku, hrabstwo zamieszkiwało 24519 osób. Siedzibą hrabstwa jest Whitesburg.

## Miasta
- Blackey
- Fleming-Neon
- Jenkins
- Whitesburg

## CDP
- Mayking
- McRoberts
- Millstone
- Payne Gap